# Epomops buettikoferi
Epomops buettikoferi är en däggdjursart som först beskrevs av Paul Matschie 1899.  Epomops buettikoferi ingår i släktet Epomops och familjen flyghundar. Inga underarter finns listade.

## Utseende
Exemplaren når en kroppslängd (huvud och bål) av 103 till 195 mm, saknar svans och väger 110 till 215 g. Hannar är tydlig större än honor. Epomops buettikoferi har 82 till 102 mm långa underarmar och 20 till 23 mm stora öron. Arten är kraftig byggd och har en brun till gulbrun päls på ovansidan, ibland med röd eller orange skugga. Undersidan har en ljusare färg med grå skugga och vid bukens mitt kan den nästan vara vit. Bredvid varje öra finns en vit fläck. Flygmembranen hos Epomops buettikoferi är brun och en svans saknas. På hannarnas axlar förekommer vita tofsar som påminner om epåletter. Dessutom är hannar allmänt mörkare och tjockare än honor. Arten har tre tjocka vulster på gommen som ungefär är parallell med kroppens tväraxel. Den tredje vulsten består av två delar vad som skiljer denna fladdermus från Epomops franqueti.

## Utbredning och ekologi
Denna flyghund förekommer i västra Afrika från södra Senegal till Nigeria. Habitatet utgörs av olika slags skogar, buskskogar, mangrove, träskmarker och savanner med trädansamlingar. Individerna vilar ensam eller i små grupper.

Epomops buettikoferi söker under skymningen eller natten efter föda som främst består av frukter. Dessutom äts några blommor. Efter att fladdermusen plockade frukten flyger den vanligen 50 till 100 meter till en skyddad plats innan den äter. Flyghundens parningstider är från februari till april samt från augusti till oktober. Främst under dessa tider har hannar rytmiska parningsläten och när flera hannar sjunger påminner det om en kör. Per kull föds en unge. Dräktigheten varar i cirka 6 månader och ungarna får 7 till 13 veckor di.

## Hot
Beståndet hotas regionalt av landskapsförändringar. Hela populationen antas vara stor. IUCN kategoriserar arten globalt som livskraftig.